# 테킬라

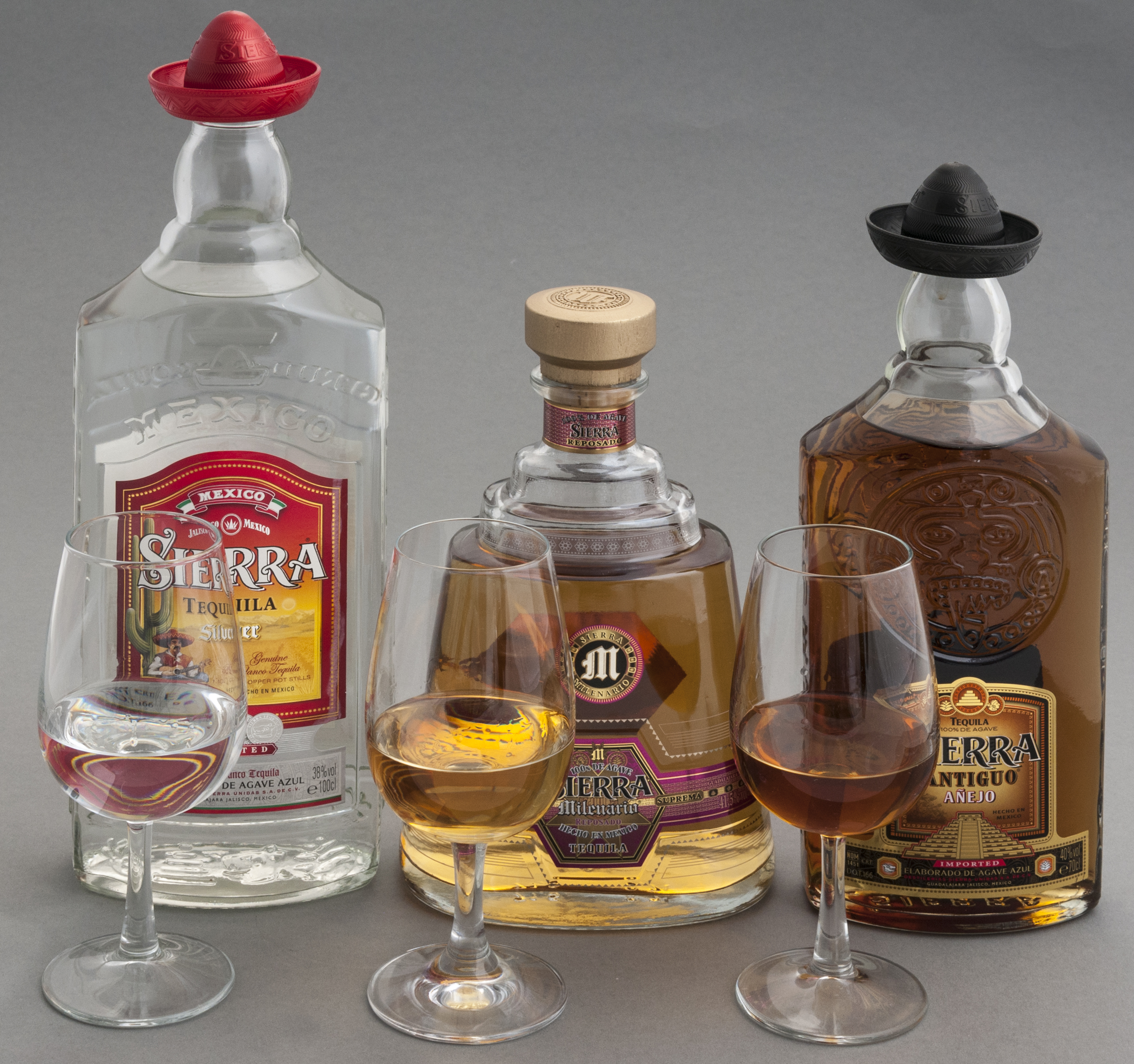
데킬라

테킬라(스페인어: Tequila)는 멕시코를 대표하는 증류주로서 알코올 농도는 35~55% 정도이며, 주 재료는 멕시코 할리스코주의 테킬라를 둘러싼 지역에만 서식하는 용설란이다. 1968년 멕시코시티 하계 올림픽에서 테킬라의 독특하고 강렬한 맛이 세계로 알려져 현재는 남아메리카와 북아메리카를 비롯한 세계 각지에서 널리 사랑받고 있다. 멕시코에서는 아무것도 섞거나 곁들이지 않고 마시는 것이 보통이나, 국외에서는 주로 소금과 라임과 함께 즐기거나 혹은 마르가리타, 마타도르, 블러디 아즈텍 등의 칵테일의 베이스로 쓰인다.

## 같이 보기
- 칼루아
- 멕시코 요리
- 메즈칼
- 풀케